# Cecilia Medina Quiroga
Cecilia Medina Quiroga (Concepción, 17 de noviembre de 1935) es una jurista y académica chilena especializada en Derecho internacional de los derechos humanos. Fue jueza de la Corte Interamericana de Derechos Humanos entre 2002 y 2009, tribunal en el cual se desempeñó como presidenta en el período 2008-2009.

## Biografía
Nació en la ciudad de Concepción, en 1935. Se licenció en Ciencias Jurídicas y Sociales de la Universidad de Chile, y posteriormente realizó el Doctorado en Derecho en la Universidad de Utrecht, Países Bajos.
Entre 1995 y 2002 fue miembro del Comité de Derechos Humanos de las Naciones Unidas, incluyendo un período como su Presidenta, entre 1999 y 2000. En 2004 ingresó a la Comisión Internacional de Juristas. En 2002 fue elegida como jueza de la Corte Interamericana de Derechos Humanos, incluyendo un año (2007) como su Vicepresidenta, y, posteriormente, un período bianual como Presidenta de dicho tribunal (2008-2009). Fue la segunda mujer en integrar la Corte Interamericana de Derechos Humanos como jueza, e hizo historia al convertirse en la primera en ejercer el cargo de Presidenta.
Ha recibido varios reconocimientos, entre ellos el Premio Gruber a los Derechos de las Mujeres (2006), el premio Equality Now (2002), el Chile’s Women Leadership Award de la Cumbre Global de Mujeres (2009), el Premio Elena Caffarena, el B’nai Brith International, la Condecoración al Mérito Amanda Labarca (2009) y la medalla Valentín Letelier de la Universidad de Chile (2005).
Tras el fin de su período como jueza de la Corte Interamericana, se postuló como candidata al decanato de la Facultad de Derecho de la Universidad de Chile en 2010, sin embargo perdió la elección ante el exdecano Roberto Nahum.
En 2016 fue reconocida como Profesora Emérita de la Facultad de Derecho de la Universidad de Chile por su legado en derechos humanos y en la enseñanza del Derecho. Se convirtió así en la primera mujer en recibir dicha distinción en más de 173 años desde la fundación de la Facultad.
En 2017 se publica en su honor el libro "La Lucha por los Derechos Humanos Hoy. Estudios en Homenaje a Cecilia Medina Quiroga".

## Labor académica
La profesora Medina volvió de su exilio incorporándose como docente e investigadora del Centro de Investigaciones Jurídicas de la Facultad de Derecho de la Universidad Diego Portales. En esa institución desarrolló un extenso trabajo de capacitación a jueces y juezas de América Latina y el Caribe sobre el Derecho Internacional de los Derechos Humanos. 
Es profesora de Derecho Internacional de los Derechos Humanos de la Facultad de Derecho de la Universidad de Chile y fue codirectora, junto a José Zalaquett, del Centro de Derechos Humanos de la misma institución.
También ha realizado labores docentes en la Universidad de Lund, el Instituto Internacional de Derechos Humanos (Estrasburgo), Instituto de Estudios Sociales de Ámsterdam, la Universidad de Toronto, la Universidad para la Paz de las Naciones Unidas, la Universidad de Utrecht (1980-1993) y la Universidad de Harvard (1997). 
Además ha publicado artículos y otras obras sobre temas relativos a los derechos humanos, y ha sido miembro del consejo editorial de las revistas Human Rights Quarterly y Netherlands Quarterly of Human Rights.

## Obras
- The Battle of Human Rights. Gross, Systematic Violations and the Interamerican System (1988)
- La Convención Americana: teoría y jurisprudencia. Vida, integridad personal, libertad personal, debido proceso y recurso judicial (2005)
- The American Convention on Human Rights: Crucial Rights and their Theory and Practice. Cecilia Medina Quiroga y Valeska David Contreras. Tercera edición. Intersentia. Cambridge, Antwerp, Chicago (2022)